# Foster (Rhode Island)
Foster és una població dels Estats Units a l'estat de Rhode Island. Segons el cens del 2000 tenia 4.274 habitants.

## Demografia
Segons el cens del 2000, Foster tenia 4.274 habitants, 1.535 habitatges, i 1.198 famílies. La densitat de població era de 32,3 habitants per km².
Dels 1.535 habitatges en un 36% hi vivien nens de menys de 18 anys, en un 68,5% hi vivien parelles casades, en un 6,8% dones solteres, i en un 21,9% no eren unitats familiars. En el 17,1% dels habitatges hi vivien persones soles el 6,3% de les quals corresponia a persones de 65 anys o més que vivien soles. El nombre mitjà de persones vivint en cada habitatge era de 2,77 i el nombre mitjà de persones que vivien en cada família era de 3,14.
Per edats la població es repartia de la següent manera: un 25,9% tenia menys de 18 anys, un 5,6% entre 18 i 24, un 29,1% entre 25 i 44, un 28,9% de 45 a 60 i un 10,5% 65 anys o més.
L'edat mediana era de 40 anys. Per cada 100 dones de 18 o més anys hi havia 97,6 homes.
La renda mediana per habitatge era de 59.673 $ i la renda mediana per família de 63.657 $. Els homes tenien una renda mediana de 39.808 $ mentre que les dones 30.632 $. La renda per capita de la població era de 22.148 $. Aproximadament l'1,5% de les famílies i el 3,4% de la població estaven per davall del llindar de pobresa.